# Samuel P. Massie
Samuel Proctor Massie, Jr. (3. července 1919 – 10. dubna 2005) byl americký chemik, který studoval různé chemikálie, které přispěly k vývoji terapeutických léků, včetně chemie fenothiazinu. Během druhé světové války působil jako jeden z afroamerických vědců na projektu Manhattan. Zde se podílel na výzkumu izotopů uranu.
V roce 1963 se stal třetím prezidentem North Carolina Central University. Později, roku 1966, nastoupil jako první afroamerický profesor na Námořní akademii Spojených států amerických. Stal se propagátorem najímání afroamerických vědců a podporovatelem studentů.

## Život
Narodil se v roce 1919. Oba jeho rodiče byli učitelé; otec navíc pastor a aktivista prosazující občanská práva Afroameričanů. Ve třinácti letech složil maturitu na střední škole a poté pracoval v obchodě s potravinami, aby si vydělal na školné na univerzitě. Přihlášku si nejdříve podal na University of Arkansas, kde byl ale odmítnut kvůli barvě kůže. Nakonec byl přijat na Arkansas Agricultural, Mechanical, and Normal College (Arkansas AM&N), kde v osmnácti letech získal bakalářský titul z chemie. Chemii si údajně zvolil proto, že jeho otec trpěl astmatem a on chtěl pomoci najít lék.
V roce 1940 obdržel magisterský titul z chemie na Fisk University v Tennessee, kde studoval díky stipendiu. Poté rok přednášel na Arkansas AM&N než nastoupil na doktorské studium na Iowa State University. Jeho vedoucím byl chemik Henry Gilman, který se podílel na projektu Manhattan. Segregační zákony zakazovaly Massiemu, aby bydlel v kampusu školy a proto musel denně cestovat několik kilometrů. Na univerzitě také nemohl pracovat ve stejných laboratořích jako bílí studenti. Podle svých slov byla jeho laboratoř ve sklepě.
Roku 1943 jeho otec zemřel na záchvat astmatu. Po návratu z pohřbu požádal Henryho Gilmana, aby se mohl podílet na válečných výzkumech. Massie poté pracoval v Národní laboratoři v Ames, kde zkoumal přeměnu izotopů uranu na kapalné sloučeniny, které by mohly být použity v atomové bombě. Mezi lety 1943 až 1945 tedy pracoval na projektu Manhattan. Po válce dokončil svůj doktorát a získal titul Ph.D.
Následně nastoupil jako profesor na Fisk University. Mezi lety 1947 až 1953 působil na Langston University v Oklahomě. Poté do roku 1960 znovu učil na Fisk University. V roce 1954 napsal studii o chemii fenothiazinu, ze kterého se vyvíjí antipsychotické léky. Studie vzbudila velký vědecký ohlas.
Roku 1960 se přestěhoval do Washingtonu, D.C., kde přijal místo ředitele zvláštních programů vědeckého vzdělávání Národní vědecké nadace. Ze své funkce napomohl zlepšit vybavenost amerických vysokoškolských laboratoří. Současně byl profesorem na Howard University.
V roce 1966 ho prezident Lyndon B. Johnson jmenoval prvním afroamerickým profesorem na Námořní akademii Spojených států amerických. Na akademii pomáhal založit studijní programy na podporu stipendií pro afroamerické studenty. Z akademie odešel v roce 1993. Byl také viceprezidentem firmy Bingwa Software Company.
V roce 1984 mu a dalším byl udělen patent na chemickou sloučeninu k léčbě kapavky, malárie a bakteriálních infekcí.

## Rodina
V roce 1947 se oženil s Glorií Bell Thompkins, která později byla profesorkou psychologie na Bowie State University. Měli spolu tři syny. Rodina žila ve městě Laurel v Marylandu, protože kvůli své barvě kůže jim ve městě Annapolis, kde sídlí námořní akademie, nikdo nechtěl prodat dům v lepších sousedstvích.